# Peter Neumann (Materialwissenschaftler)
Peter Dietmar Neumann (* 21. Mai 1939 in Ratibor, Schlesien) ist ein deutscher Physiker und Materialwissenschaftler. Er trug insbesondere zur Aufklärung der Mechanismen der Ermüdung von metallischen Werkstoffen bei.

## Leben
Peter Neumann wurde 1939 als Sohn von Helene Neumann, geborene Galecki, und des Stadtoberinspektors Ottmar Neumann in Ratibor, dem heutigen Racibórz, geboren. Als Mitglied der Studienstiftung des deutschen Volkes (1958–1966) studierte er von 1958 bis 1963 Physik an der Universität Göttingen und schloss das Studium mit dem Diplom ab. Im dortigen Institut für Metallphysik unter Peter Haasen fertigte er seine Dissertation mit dem Titel Bildung und Ausbreitung von Rissen bei Wechselverformung an, mit der er 1967 zum Dr. rer. nat. promoviert wurde. Mit den in dieser Arbeit entdeckten sogenannten strain bursts (Dehnungsmaxima) bei zyklischer Verformung wurde Neumann international bekannt.
Anschließend arbeitete Neumann als Postdoc weiter im Göttinger Institut für Metallphysik. 1969 heiratete er die Medizinerin Heide Commichau (Aus der Ehe gingen die Töchter Gabriele und Silvia hervor). Von 1970 bis 1972 forschte er als Gastwissenschaftler im Argonne National Laboratory in Argonne, Illinois. Zurück in Deutschland war er 1972–1978 Wissenschaftlicher Mitarbeiter im Max-Planck-Institut für Eisenforschung in Düsseldorf und baute eine Arbeitsgruppe zur Untersuchung der Wechselverformungs- und Rissbildungsmechanismen in Metallen und Legierungen auf. 1974 habilitierte er sich für Metallphysik an der Universität Göttingen.
1978 wurde Neumann Wissenschaftliches Mitglied der Max-Planck-Gesellschaft und Leiter der Abteilung Physikalische Metallkunde im Düsseldorfer Max-Planck-Institut für Eisenforschung. 1980 wurde er Direktor am Institut und 1987 Geschäftsführer. 1989 wurde er Mitglied des Vorstandes des VDEh. 1990 nach der Emeritierung des Institutsleiters Hans-Jürgen Engell trat Neumann dessen Nachfolge als Hauptgeschäftsführer des Eisenforschungsinstituts an. 2001 führte er die kollegiale Institutsleitung der Direktoren am Institut ein mit ihm als Vorsitzenden der Geschäftsführung und ab 2002 als stellvertretenden Vorsitzenden. 2004 wurde er emeritiert.
Neumann lehrte als außerplanmäßiger Professor für Physik 1979–1984 an der Universität Göttingen und 1984–2004 an der Universität Düsseldorf. Er lebte zu dieser Zeit in Mettmann.

## Preise, Ehrungen und Mitgliedschaften
- Masing-Gedächtnis-Preis der Deutschen Gesellschaft für Metallkunde (1969)
- Mitglied der Nordrhein-Westfälischen Akademie der Wissenschaften und der Künste (seit 1995)
- Mitglied der Academia Europaea (1995)[1]
- Heyn-Denkmünze der Deutschen Gesellschaft für Materialkunde (2001)
- Mitglied der Deutschen Akademie der Technikwissenschaften (acatech) (2002)
- Ehrendoktor der Friedrich-Alexander-Universität Erlangen-Nürnberg (2005)